# ネパール・バサ語
ネパール・バサ語（नेपाल भाषा）は、通称ネワール語と呼ばれ、主にカトマンズの渓谷とその周辺域に住むネワール族の言語である。ネワール語は、シナ・チベット語族、チベット・ビルマ語派に分類されるが、古くからサンスクリット語、マイティリー語、ネパール語などのインド・イラン語派の言語の影響を受けているため、語彙だけでなく文法においても類似点が存在する。デーヴァナーガリーで記述される数少ないチベット・ビルマ語派の言語。

## 言語名別称
- ネワール語
- Newar
- Nepala bhasa
- Newaah Bhaaye
- Newal Bhaye
- Newari
- Nēwāri
- Pahri

## 歴史
カトマンズ盆地で栄えたリッチャヴィ朝のサンスクリット碑文には、ネワール語と見られる地名が確認できる。ネワール語による現存最古の文章は西暦 12世紀のものである。
ゴルカ朝によるカトマンズ盆地征服 (1768年- 1769年) 以降、ネワール語からネパール語への言語交替が次第に進行している。

## 文法
カトマンズのネワール語は能格言語である。文法性は存在せず、複数形は人間及び動物を表す有情名詞のみで区別される。
動詞の過去形においては、順接形（conjunct form）と離接形（disjunct form）が区別される。順接形は通常、平叙文の一人称主語と疑問文の二人称主語に対して用いられ、それ以外の環境で用いられる離接形と対立する（同様の現象は中央チベット語などにも見られる）。
また、ネワール語には類別詞が存在する。

### 語順
基本語順はSOV型である。名詞を修飾する要素は、数詞を除いて名詞の前に、 動詞に付く副詞的要素も、動詞の前に来るのが普通である。